# Conrad al II-lea de Luzacia
Conrad al II-lea de Luzacia  sau Conrad al II-lea de Landsberg (n. 13 septembrie 1159 – d. 6 mai 1210) a fost un membru al Casei de Wettin, devenit conte de Eilenburg și margraf de Luzacia de la 1190 până la sfârșitul vieții. Din 1207 a fost, de asemenea, conte de Groitzsch și Sommerschenburg.

## Viața
Conrad era fiul lui Dedi al III-lea, margraf de Luzacia și al soției acestuia, Matilda de Heinsberg, moștenitoare a comitatului de Sommerschenburg. Conrad a moștenit Marca de Luzacia și comitatul de Eilenburg atunci când tatăl său a murit în 1190. În 1207, el a mai moștenit și comitatele de Groitz și Sommerschenburg de la fratele său Dietrich.
În 1195 împăratul Henric al VI-lea de Hohenstaufen a dizolvat Marca de Meissen după moartea margrafului Albert I cel Mândru. Acest fapt l-a transformat pe Conrad în cel mai înalt nobil din regiune și în seniorul cel mai important al casei de Wettin.
În 1196 Conrad a traversat Italia pentru a merge în Țara Sfântă, pentru a lua parte la cruciada împăratului Henric al VI-lea. În 1198 a revenit în Germania, tot prin Italia. În 1207 el a organizat o adunare la castelul Delitzsch.
Conrad a murit la 6 mai 1210 și a fost înmormântat în Mănăstirea Wechselburg. Soția sa a fost înmormântată în Abația Dobrilugk. Neavând urmași pe linie masculină, teritoriul său a fost preluat de vărul său, Theodoric I, care devenise margraf de Meissen când Meissen redevenise margrafiat din ordinul împăratului Otto al IV-lea de Braunschweig în 1198. După 1210 nu a mai existat nicio separație între mărcile de Meissen și de Luzacia. În schimb, Luzacia propriu-zisă a fost deținută de margrafii de Meissen, intitulați margrafi de Landsberg, ulterior fiind divizată între Regatul Boemiei și Brandenburg.

## Căsătorie și urmași
Conrad a fost căsătorit cu Elisabeta (Elżbieta) de Polonia (n.c. 1152 – d. 2 aprilie 1209), fiică a marelui duce Mieszko al III-lea de Polonia și văduvă a ducelui Sobeslav al II-lea al Boemiei (d. 1180). Conrad și Elisabeta au avut trei copii:
- Conrad (consemnat ca fiind în viață în 1207; d. înainte de 6 mai 1210);
- Matilda (d. 1255 în Salzwedel, înmormântată în Abația Lehnin), căsătorită în august 1205 cu margraful Albert al II-lea de Brandenburg (d. 25 februarie 1220);
- Agnes (d. 1266), fondatoare a Abației Wienhausen, unde este înmormântată; căsătorită în 1211 cu Henric al V-lea, conte palatin de Renania (d. 28 aprilie 1277).